# Тургунова, Шохиста Мухаммаджоновна
Шохиста Мухаммаджоновна Тургунова (узб. Shohista Muhammadjonovna Turg'unova; род. 14 ноября 1978 года, Наманганская область, Узбекская ССР) — узбекский преподаватель и политик. Депутат Законодательной палаты Олий Мажлиса Узбекистана IV созыва, член Народно-демократической партии Узбекистана.

## Биография
Шохиста родилась 14 ноября 1978 году в Наманганской области. Окончила Наманганский инженерно-педагогический институт. До избрания в депутаты занимала должность заведующего Чартакского районного отдела народного образования.
В 2020 году избрана депутатом Законодательной палаты Олий Мажлиса Узбекистана IV созыва и вошла в комитет по вопросам инновационного развития, информационной политики и информационных технологий.